# Bruno le Bras
Bruno le Bras (ur. 18 marca 1968 w Argenteuil) – francuski kolarz przełajowy, dwukrotny medalista przełajowych mistrzostw świata.

## Kariera
Pierwszy sukces w karierze Bruno le Bras osiągnął w 1990 roku, kiedy zdobył brązowy medal w kategorii elite podczas przełajowych mistrzostw świata w Getxo. Uległ tam jedynie dwóm Holendrom: Henkowi Baarsowi oraz Adriemu van der Poelowi. Wynik ten powtórzył na rozgrywanych rok później mistrzostwach świata w Gieten. Tym razem lepsi okazali się Radomír Šimůnek z Czechosłowacji i ponownie Adrie van der Poel. Nigdy nie stanął na podium zawodów Pucharu Świata w kolarstwie przełajowym.